# حسن مرندی
حسن مرندی (۱۳۰۹–۱۳۸۳) روان‌پزشک و مترجم و ویراستار ایرانی بود. او از پیشکسوتان ویرایش زبان فارسی محسوب می‌شود.

## زندگی
مرندی دورهٔ پزشکی را در دانشگاه تهران و دورهٔ تخصص روان‌پزشکی را در بیمارستان روزبه گذراند. پس از آن به ترجمه و تألیف و ویرایش کتاب روی آورد. او برای ترجمهٔ کتاب درآمدی به روان‌شناسی در سال ۱۳۶۹ منتخبِ کتاب سال ایران شد. همچنین از مترجمان مجموعه علم چیست؟ بود که برگزیدهٔ کتاب سال شد.
مرندی مدتی مدیریت سازمان ویرایش و تولید فنی را بر عهده داشت و نقش مهمی در نشریهٔ نشر دانش ایفا کرد.

## آثار
- شکست‌ناپذیر نوشته هوارد فاست
- محاکمه نورنبرگ
- فرهنگ پزشکی (انگلیسی به فارسی)
- زندگی پدرم چارلی چاپلین، چارلز چاپلین، منصور تاراجی (مترجم)، حسن مرندی (مترجم)، ناشر: نگاه
- آدمیان، سوزان بوزاک، حسن مرندی قصر (مترجم)، ناشر: شرکت انتشارات فنی ایران